# A Cultura
A Cultura é uma sociedade anárquica, socialista e utópica fictícia inventada pelo escritor escocês Iain M. Banks que é descrita em diversos contos e romances do subgênero space opera da série literária Culture. O segundo livro baseado nesta sociedade, The Player of Games, é considerado por muitos a leitura mais acessível para começar a conhecer A Cultura.
A Cultura se caracteriza por ser uma sociedade pós-escassez (o que significa que sua avançada tecnologia provê bens materiais e amenidades praticamente ilimitadas para todos os cidadãos gratuitamente, tendo virtualmente abolido o conceito de posse), por ter superado quase todas as limitações físicas (incluindo doenças e a morte) e por ser quase totalmente igualitária e estável, dispensando o uso de qualquer forma de compulsão ou violência, exceto quando necessário para proteger seus cidadãos.

## Origem d'A Cultura
Segundo Banks, A Cultura existe paralelamente à sociedade humana da Terra, não sendo uma representação do futuro da raça humana. Pelos padrões terrestres, a cronologia das histórias publicadas sobre A Cultura cobre o período de 1300 a.C. até 2100 d.C., com a Terra sendo contatada no final desse período, embora A Cultura tivesse visitado secretamente o planeta antes.
A Cultura em si parece ter sido criada quando várias espécies humanóides e suas máquinas senscientes atingiram determinado nível social, tomando não apenas sua evolução física, mas também sua evolução civilizacional, em suas próprias mãos. Em The Player of Games é descrito que A Cultura tem existido como uma sociedade espacial por mais de onze mil anos.
Como sugeriu Claude Lévi-Strauss, a proibição do incesto, que implica a imposição de distinções artificiais, conceituais, sobre indivíduos física, corporal e "naturalmente" indistintos, foi o primeiro ato - constitutivo - de cultura, que daí em diante consistiria para sempre na inserção no mundo "natural" das divisões, distinções e classificações que refletiam a diferenciação da prática humana, e dos conceitos impostos pela prática e não em atributos próprios da "natureza" mas da atividade e do pensamento humanos".

## Outros cidadãos
Tal como os humanos, as Mentes (inteligências artificiais conscientes) são também membros dessa sociedade. Cada nave ou habitat espacial tem pelo menos uma Mente, que geralmente é identificada e conhecida pelo nome do objecto físico onde está instalada. Uma Mente é uma entidade extremamente poderosa: capaz de manter milhões de conversas simultâneas com qualquer um dos humanos que habitam a bordo, enquanto supervisiona e coordena todas as funções necessárias para o bom funcionamento do habitat. O facto de as Mentes serem cidadãos d'A Cultura foi um factor importante na guerra Idiran-Cultura, que é abordada no livro Consider Phlebas.
"Drones" (zangões) são geralmente mais próximos aos humanos em termos de inteligência, embora A Cultura crie máquinas de variada capacidade intelectual.
Tanto drones quanto humanos possume nomes longos, frequentemente contendo sete ou mais palavras. Algumas dessas palavras especificam a origem do cidadão (local de nascimento ou manufatura), algumas indicam sua ocupação e algumas (escolhida mais tarde pelo próprio cidadão) denotam tendências políticas e filosóficas, ou traços ainda mais pessoais.
As Mentes, por sua vez (particulartmente as naves senscientes), costumam ser conhecidas por seu número de série (GCU, GSV, etc) e por um nome escolhido pela própria Mente (geralmente cômico, cínico ou exagerado). Exemplos:
- Anticipation Of A New Lover's Arrival, The (Antecipação da Chegada de um Novo Amante, A)
- Just Testing (Apenas Testando)
- Of Course I Still Love You (É Claro que Eu Ainda te Amo)
- Unfortunate Conflict Of Evidence (Lamentável Conflito de Evidências)
- Frank Exchange Of Views (Franco Confronto de Opiniões)
- Killing Time (Matando o Tempo)
- Irregular Apocalyse (Apocalipse Irregular)

## A cultura d'A Cultura
A Cultura tem uma língua base de nome Marain. A cultura acredita (ou talvez tenha conseguido provar) a Hipótese de Sapir-Whorf de que a linguagem afecta a sociedade, e Marain foi concebida para aproveitar este efeito. É também considerada uma linguagem agradável do ponto de vista artístico.
Embora a cultura seja habitualmente pacífica, existe uma facção preparada para lidar com "Circunstâncias Especiais".
A maior parte da população vive em estruturas artificiais, como por exemplo os VSG ("Veículos de Sistemas Gerais") naves que podem suportar milhões, ou orbitais que pode sustentar centenas de bilhões ou mais.

## Livros
Os livros da série sobre A Cultura são os seguintes (em ordem de publicação, e na maioria dos casos também em ordem cronológica):
- Consider Phlebas|Consider Phlebas (1987)
- The Player of Games (1988)
- Use of Weapons (1990)
- The State of the Art (1991)
- Excession (1996)
- Inversions (1998)
- Look to Windward (2000)
- Matter (2008)
- Surface Detail (2010)